# Secretaria General Tècnica (Espanya)
La Secretaria General Tècnica a Espanya és un òrgan central de l'Administració General de l'Estat encarregat de l'elaboració d'estudis i reunir documentació sobre els assumptes relatius al ministeri al qual pertany. Segons estableix l'article 17 de la LOFAGE, tenen una relació de dependència directa del Subsecretari, tenen rang de Director General i exerceixen les funcions estabides al Reial Decret d'estructura del Departament.
Són nomenats mitjançant Reial Decret del Consell de Ministres, a proposta del ministre, entre els funcionaris de carrera.
La Llei de Règim Jurídic de l'Administració de l'Estat de 1957, establia funcions d'assessorament als secretaris generals tècnics. Part d'aquests funcions foren passades al gabinets de ministres i secretaris d'estat amb la Llei del Govern (art. 10).